# Lasse Weritz

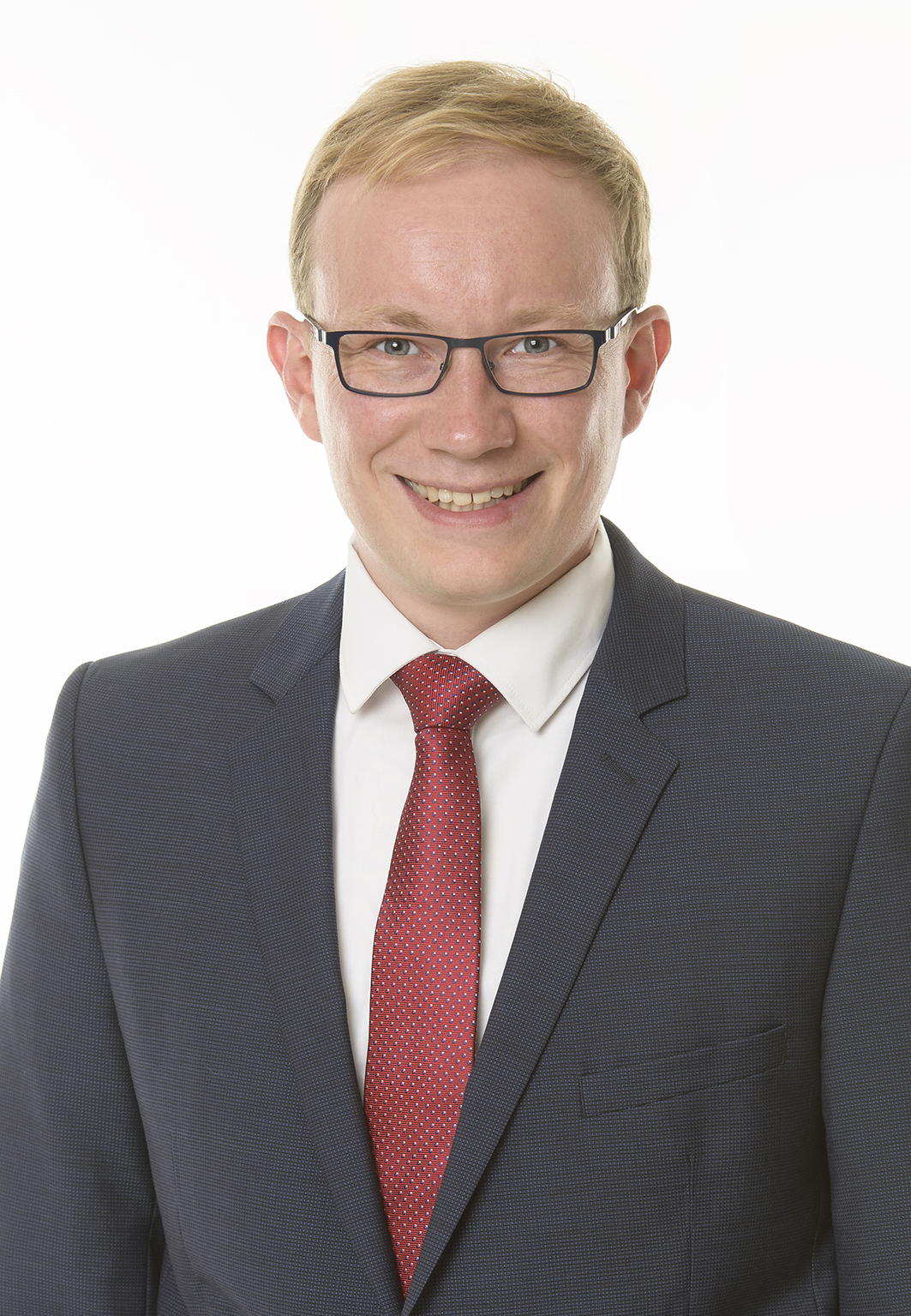
Lasse Weritz (2018)

Lasse Weritz (* 30. Mai 1986 in Cuxhaven) ist ein deutscher Politiker (CDU). Er war von 2016 bis 2021 Bürgermeister der Stadt Hemmoor und von November 2017 bis November 2022 Mitglied des Niedersächsischen Landtags.

## Ausbildung, Beruf und Familie
Weritz erwarb 2006 das Abitur am Fachgymnasium der BBS Cuxhaven. Anschließend absolvierte er ein Lehramtsstudium an der Universität Hildesheim. Nach seinem Referendariat nahm er eine Stelle an der Osteschule in Hemmoor an.
Weritz ist evangelisch-lutherisch, verheiratet und hat zwei Söhne.

## Politik
Weritz wurde 2003 Mitglied der Jungen Union (JU) und im selben Jahr zum Vorsitzenden der JU Hemmoor-Börde Lamstedt gewählt. Nach vier Jahren als bildungspolitischer Sprecher des JU-Landesverbandes Niedersachsen wurde er 2015 dessen stellvertretender Landesvorsitzender. In der CDU ist er seit 2003 Mitglied im Samtgemeindeverbandsvorstand Hemmoor, dessen Vorsitz er von 2013 bis 2018 übernahm. Er ist im CDU-Kreisvorstand Cuxhaven (stv. Kreisvorsitzender) und im CDU-Bezirksverband Elbe/Weser Vorstandsmitglied, außerdem Ehrenmitglied der JU im Kreis Cuxhaven.
Im Jahre 2011 wurde er zum ersten Mal in den Kreistag Cuxhaven gewählt und ist dort ab 2013 stellvertretender Vorsitzender der CDU-Kreistagsfraktion. Seit 2016 ist er auch Bürgermeister der Stadt Hemmoor und Vorsitzender der CDU/Bürgerforum-Gruppe im Rat der Samtgemeinde Hemmoor.
Bei der Kommunalwahl 2021 kandidierte Weritz nicht erneut als Bürgermeisterkandidat der Stadt Hemmoor. Er wurde jedoch erneut in die Kommunalen Gremien gewählt und übernahm in der Wahlperiode den Vorsitz der CDU-Fraktion im Kreistag und im Samtgemeinderat.
Bei der niedersächsischen Landtagswahl 2017 gewann er das Direktmandat im Wahlkreis Geestland. Im Niedersächsischen Landtag ist er Mitglied im Kultusausschuss, im Petitionsausschuss und im Unterausschuss Medien. Im Jahr 2020 wurde er zum Vorsitzenden der Enquetekommission Kinderschutz des Landtages und 2021 zum Vorsitzenden des Kultusausschusses gewählt. Weritz war 2022 Mitglied der 17. Bundesversammlung.
Bei der Landtagswahl 2022 trat Weritz nicht erneut an. Ihm sei klar geworden, dass es äußerst schwierig sei, politische Tätigkeit in Hannover und familiären Interessen in Hemmoor verantwortungsvoll zu vereinbaren.